# Neoclinus bryope
Neoclinus bryope är en fiskart som först beskrevs av Jordan och John Otterbein Snyder 1902.  Neoclinus bryope ingår i släktet Neoclinus och familjen Chaenopsidae. Inga underarter finns listade i Catalogue of Life.